# National Automobile Chamber of Commerce
Die National Automobile Chamber of Commerce, Inc. (oft abgekürzt zu N.A.C.C.) war eine Vereinigung der US-amerikanischen Automobilhersteller mit Sitz in New York City. Sie entstand im März 1913, als sich das Automobile Board of Trade und die National Association of Automobile Manufacturers auflösten und die meisten ihrer Mitglieder sich zur Automobile Chamber of Commerce, Inc. zusammenschlossen. Im folgenden Jahr wurde der Name dann in National Automobile Chamber of Commerce, Inc. geändert. Zu den Mitgliedern der Vereinigung gehörten 60 Lastkraftwagenhersteller und 92 Personenkraftwagenhersteller, die in den Vereinigten Staaten produzierten (Stand 1922). Die Vereinigung blieb bis zur Umwandlung in die Automobile Manufacturers Association am 3. Oktober 1934 bestehen.
Der Vorstand setzte sich aus verschiedenen Führungskräften der Mitgliedsunternehmen zusammen. In der Vereinigung gab es mehrere Ausschüsse, die mit Vertretern der Mitgliedsunternehmen besetzt waren und verschiedene Themen der Automobilindustrie behandelten. So widmete sich beispielsweise ein Ausschuss der Verbesserung und dem Ausbau von Straßen. Andere Ausschüsse beschäftigten sich mit Patenten, Gesetzgebung, Kraftstoffen, Versicherungen, Normen für Personen- und Lastkraftwagen, Ausstellungen für Personenkraftwagen und Lastkraftwagen sowie mit Spezialthemen wie etwa dem Rural Motor Express (Lieferdienst zwischen Stadt und Land).
Die Vereinigung veröffentlichte jährlich eine Statistik zum Automobilwesen in den Vereinigten Staaten sowie ein Handbuch, das technische Daten von Personenkraftwagen und Lastkraftwagen der Mitgliedsunternehmen enthielt.